# Coronacrisis in Oostenrijk
De coronacrisis in Oostenrijk begon op 25 februari 2020 toen de eerste besmetting met het coronavirus SARS-CoV-2 in Oostenrijk werd vastgesteld.

## Tijdlijn

Aantal besmettingen (blauw) en doden (rood) door COVID-19. De stippellijnen geven de dagelijkse verhoging aan.

Op 25 februari 2020 werden de eerste twee besmettingen in Oostenrijk bevestigd, een 24-jarige man en een 24-jarige vrouw uit Lombardije (Italië). Zij testten positief en werden behandeld in een ziekenhuis in Innsbruck (Tirol).
Op vrijdag 13 maart werden de skigebieden in het Paznauntal en het skidorp Sankt Anton onder quarantaine geplaatst. In het plaatsje Ischgl in het Paznautal worden veel besmettingen gelinkt aan een après-skibar. Daar zou een Duitse barman honderden bezoekers hebben besmet, wellicht zelfs rond de duizend. De bar is gesloten op diezelfde dag na ontdekking dat hij het virus had.
Vanaf 16 maart 2020 ging het land in een lockdown. Vanaf 14 april begon men met het afbouwen van de maatregelen.

### Maatregelen
Het land ging vanaf 16 maart in een lockdown, waarbij in het gehele land alleen het huis verlaten mag worden voor de volgende redenen:
- Dringende noodzakelijke professionele activiteiten
- Noodzakelijke aankopen (boodschappen of medicatie)
- Andere mensen helpen
- Een wandeling maken, alleen of in gezelschap met naasten uit hetzelfde huishouden

### Afbouw maatregelen
14 april begon de afbouw van de maatregelen. Kleine winkels, bouwmarkten en tuincentra mogen weer open. Voorwaarde om weer open te mogen is dat alle klanten en medewerkers mondkapjes dragen.

### Tweede lockdown

#### Vleesfabrieken
Op 5 juli waren er in drie grote vleesverwerkende bedrijven coronagevallen geconstateerd. Waar bij fabrieken in de buurt van de Duitse grens de besmettingen in de kleine getallen bleef, waren er bij de fabriek van Tönnies meer dan 1400 medewerkers positief getest. Hierdoor gaf de regionale overheid 7000 medewerkers opdracht om in quarantaine te gaan. Mogelijk leidde de lage temperatuur en het rondblazen van lucht in abattoirs tot de snelle verspreiding van het virus.

#### Lockdown
Vanaf 17 november ging Oostenrijk weer in een lockdown vanwege een continue stijging van het aantal besmettingen. Deze lockdown bleef in ieder geval tot 6 december van kracht.